# Dendrolycosa robusta
Dendrolycosa robusta är en spindelart som först beskrevs av Tamerlan Thorell 1895. Dendrolycosa robusta ingår i släktet Dendrolycosa och familjen vårdnätsspindlar.
Artens utbredningsområde är Myanmar. Inga underarter finns listade i Catalogue of Life.